# مقاطعة شومبيرك
مقاطعة شومبيرك (بالتشيكية: Okres Šumperk)‏ هي مقاطعة (أوكريس) في إقليم أولوموتس في جمهورية التشيك.
عاصمة هذه المقاطعة هي مدينة شومبيرك.

## اقرأ أيضاً
- مقاطعات جمهورية التشيك